# Moyen-Ogooué
Moyen-Ogooué je jedna od devet provincija u Gabonu. Prostire se na 18.535 km². Središte provincije je u gradu Lambarénéu. 
Ovo je jedina gabonska provincija koja niti ima obalu, niti graniči s drugom državom. Provincija graniči sa sljedećim gabonskim provincijama:
- Woleu-Ntem - sjever
- Ogooué-Ivindo - istok
- Ogooué-Lolo - jugoistok, na kvadritočki
- Ngounié - jug
- Ogooué-Maritime - jugozapad
- Estuaire - sjeverozapad

## Departmani
Moyen-Ogooué je podijeljen na 2 departmana:
- Abanga-Bigne (Ndjole)
- Ogooue et des Lacs (Lambaréné)